# Jakubowice (powiat kędzierzyńsko-kozielski)
Jakubowice (niem. Jakobsdorf) – wieś w Polsce położona w województwie opolskim, w powiecie kędzierzyńsko-kozielskim, w gminie Pawłowiczki.
W latach 1975–1998 miejscowość należała administracyjnie do województwa opolskiego.
Leży na terenie Nadleśnictwa Prudnik (obręb Prudnik).

## Nazwa
W alfabetycznym spisie miejscowości na terenie Śląska wydanym w 1830 roku we Wrocławiu przez Johanna Knie miejscowość występuje pod obecnie używaną polską nazwą Jakubowice oraz zgermanizowaną Jakobsdorf.
Od końca XVIII w. do 1933 r. na wizerunku pieczęci gminnej umieszczono skrzyżowane kosa z cepem, nad nimi oko Opatrzności.

## Zabytki
Do wojewódzkiego rejestru zabytków wpisany jest:
- zespół pałacowy, z XIX r.:
  - Pałac w Jakubowicach
  - park.

## Galeria

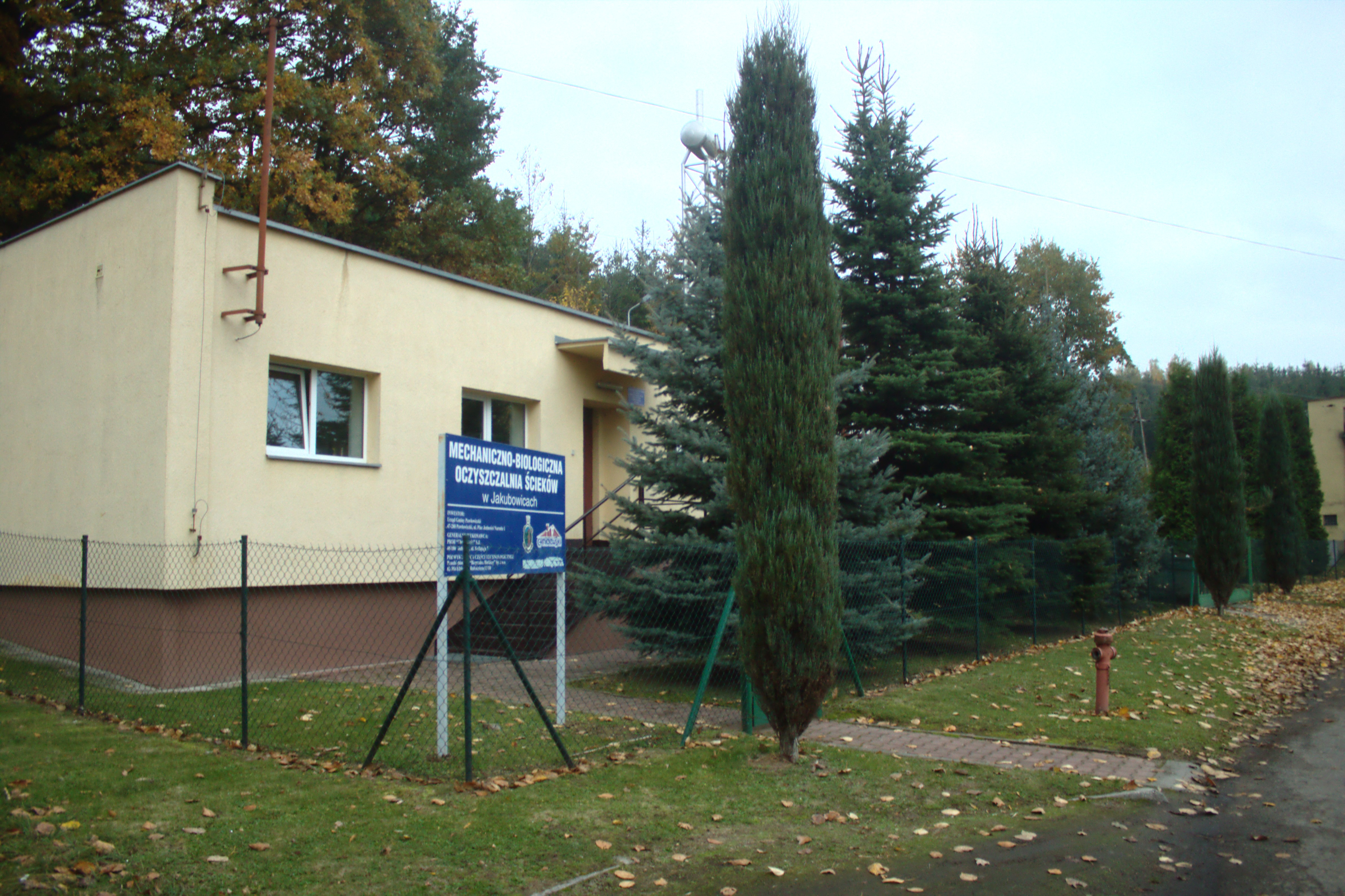
Oczyszczalnia ścieków
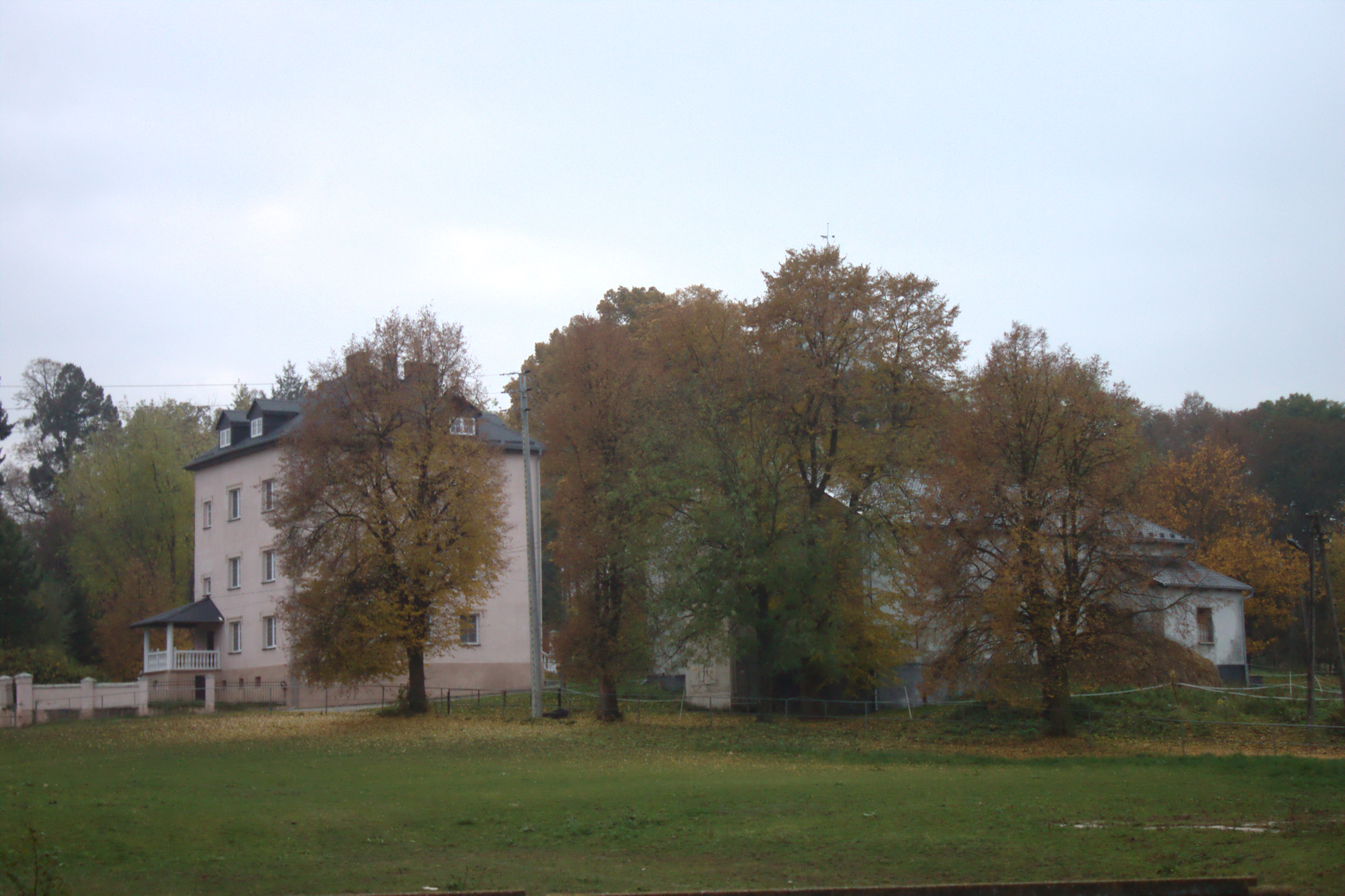
Zamek
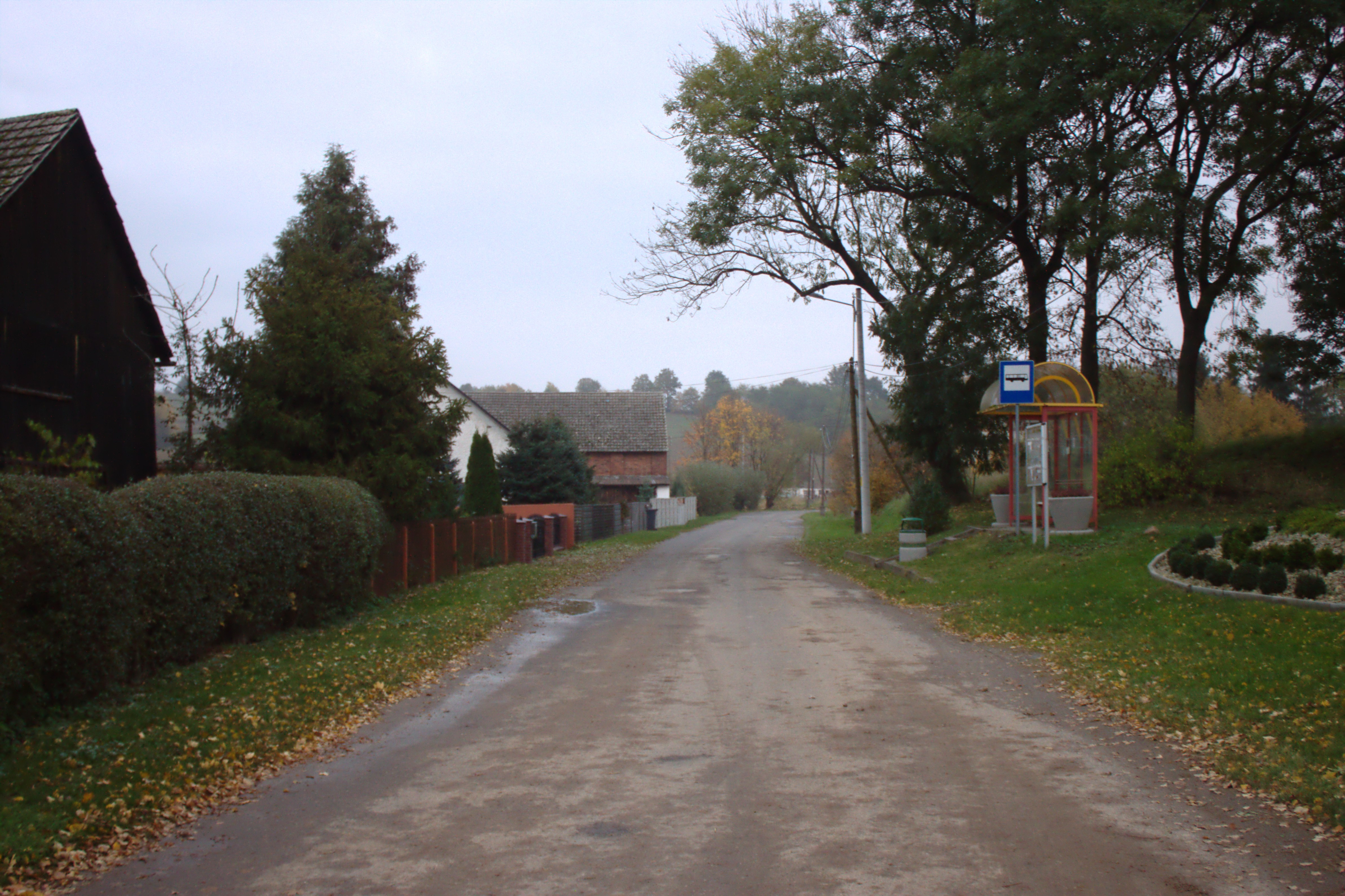
Przystanek autobusowy